# White Blood Cells
White Blood Cells é o terceiro álbum de estúdio da banda americana The White Stripes, lançado em 3 de julho de 2001 pela gravadora independente Sympathy for the Record Industry, e mais tarde relançado pela V2 Recordings em 2002. O álbum chegou à 28ª colocação na Billboard Top Independent Albums e à 1ª colocação na parada Heatseeker. Foi considerado o álbum que levou a banda ao sucesso. Este álbum está na lista dos 200 álbuns definitivos no Rock and Roll Hall of Fame.
White Blood Cells é dedicado a Loretta Lynn, cujo álbum Van Lear Rose (vencedor de dois prêmios Grammy e indicado a mais três) seria produzido por Jack White em 2004.

## Faixas
Lado um
1. "Dead Leaves and the Dirty Ground" – 3:04
2. "Hotel Yorba" – 2:10
3. "I'm Finding It Harder to Be a Gentleman" – 2:54
4. "Fell in Love with a Girl" – 1:50
5. "Expecting" – 2:03
6. "Little Room" – 0:50
7. "The Union Forever" – 3:26
8. "The Same Boy You've Always Known" – 3:09

Lado dois
1. "We're Going to Be Friends" – 2:22
2. "Offend in Every Way" – 3:06
3. "I Think I Smell a Rat" – 2:04
4. "Aluminum" – 2:19
5. "I Can't Wait" – 3:38
6. "Now Mary" – 1:47
7. "I Can Learn" – 3:31
8. "This Protector" – 2:12

A edição japonesa possui as faixas bônus "Jolene" e "Hand Springs".

## Formação
- Jack White – guitarra, piano, vocais
- Meg White – bateria, vocais de apoio